# إنتر ميلان موسم 2003–04
كان موسم 2003–04 هو الموسم الخامس والتسعين على التوالي لنادي إنتر ميلان في الدوري الإيطالي الممتاز والثامن والثمانين على التوالي.